# Eugène Ortolan
Eugène Ortolan (* 1. April 1824 in Paris; † 11. Mai 1891 ebenda) war ein französischer Jurist, Diplomat und Komponist.

## Leben und Wirken
Eugène Ortolan entstammte einer Juristenfamilie. Sein Großvater war Friedensrichter in Toulon, sein Vater Joseph-Louis-Elzéar Ortolan Staatsanwalt und Juraprofessor. Sein Onkel Jean-Félicité-Théodore Ortolan war Experte für Seerecht. So studierte auch Ortolan Jura, daneben aber Musik am Pariser Konservatorium, wo er Schüler von Fromental Halévy und Henri Montan Berton war.
1845 gewann er mit der dreistimmigen Szene Imogine nach Pierre-Ange Vieillard den Ersten Second Grand Prix de Rome; ein Premier Grand Prix wurde in diesem Jahr nicht vergeben. 
1849 erlangte er einen Doktorgrad für internationales Recht und wurde Mitarbeiter im Außenministerium. Er unternahm im diplomatischen Dienst zahlreiche Auslandsreisen vorrangig nach Belgien und nach Russland und wurde am Ende seiner Karriere französischer Generalkonsul in Australien. Von dort kehrte er 1881 zurück und ging 1884 in den Ruhestand.
Neben seiner beruflichen Tätigkeit komponierte Ortolan einige sinfonische Stücke und das Oratorium Tobie nach einer Dichtung von Léon Halévy, das 1867 in Versailles aufgeführt wurde. Außerdem verfasste er zwei erfolgreiche Bühnenwerke: die komische Oper Lisette, die 1855 am Théâtre-Lyrique uraufgeführt wurde und die Operette La Momie de Roscoco nach einem Libretto von Émile de Najac, deren Uraufführung 1857 am Théâtre des Bouffes-Parisiens stattfand. 
1851 veröffentlichte Ortolan das Buch Des moyens d’acquérir le domaine international ou propriété d’état entre les nations, d’après le droit des gens public, comparés aux moyens d’acquérir la propriété entre particuliers, d’après le droit privé, et suivis de l’examen des principes de l’équilibre politique, das zu seiner Zeit als ein Standardwerk des internationalen Rechts galt. Er wurde als Offizier der Ehrenlegion und  Ritter des Leopoldsordens und mit dem russischen Sankt-Stanislaus-Orden ausgezeichnet.
| Personendaten    | Personendaten                                |
| ---------------- | -------------------------------------------- |
| NAME             | Ortolan, Eugène                              |
| KURZBESCHREIBUNG | französischer Jurist, Diplomat und Komponist |
| GEBURTSDATUM     | 1. April 1824                                |
| GEBURTSORT       | Paris                                        |
| STERBEDATUM      | 11. Mai 1891                                 |
| STERBEORT        | Paris                                        |